# 대구스타디움

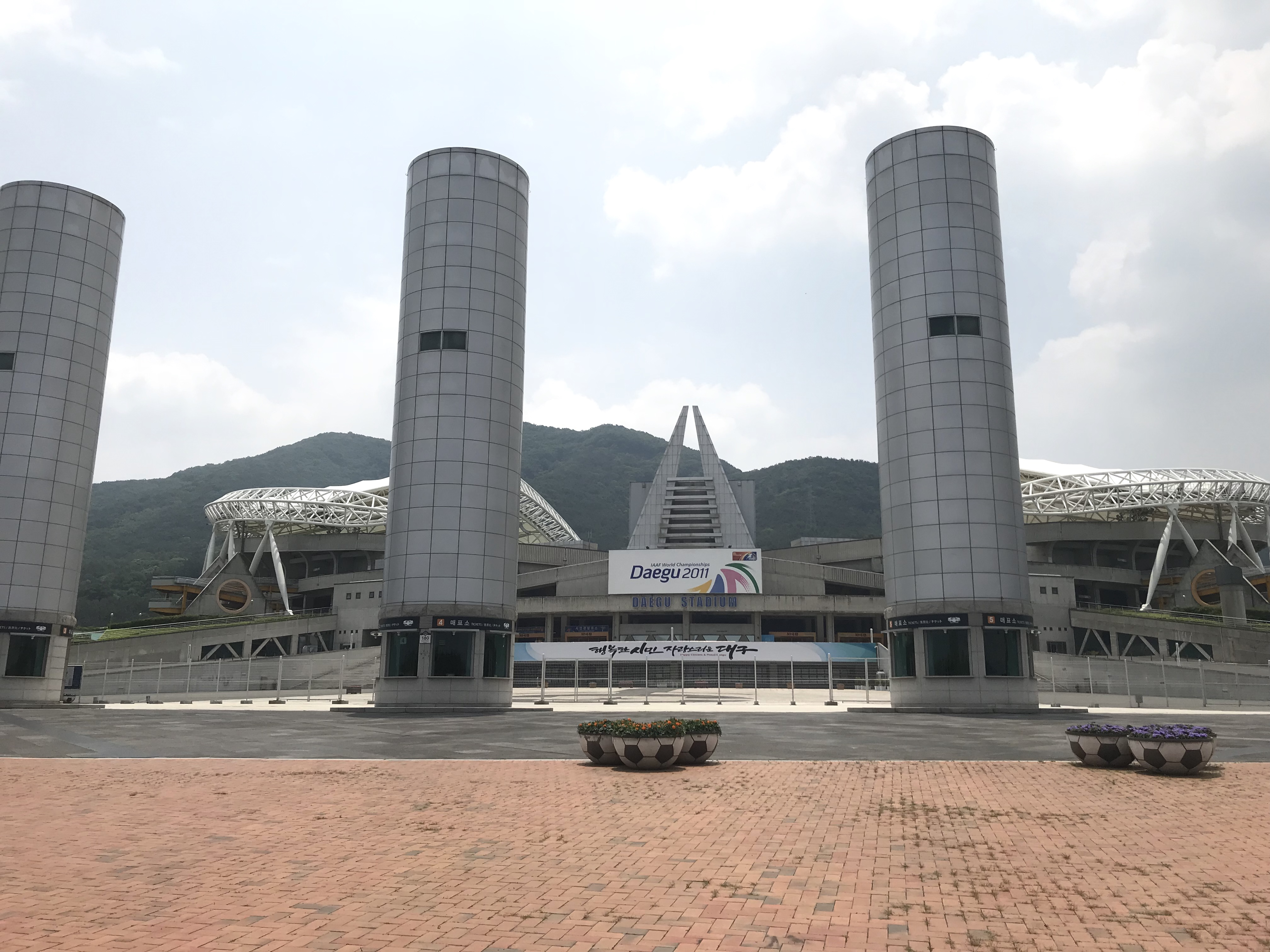
대구스타디움 외관

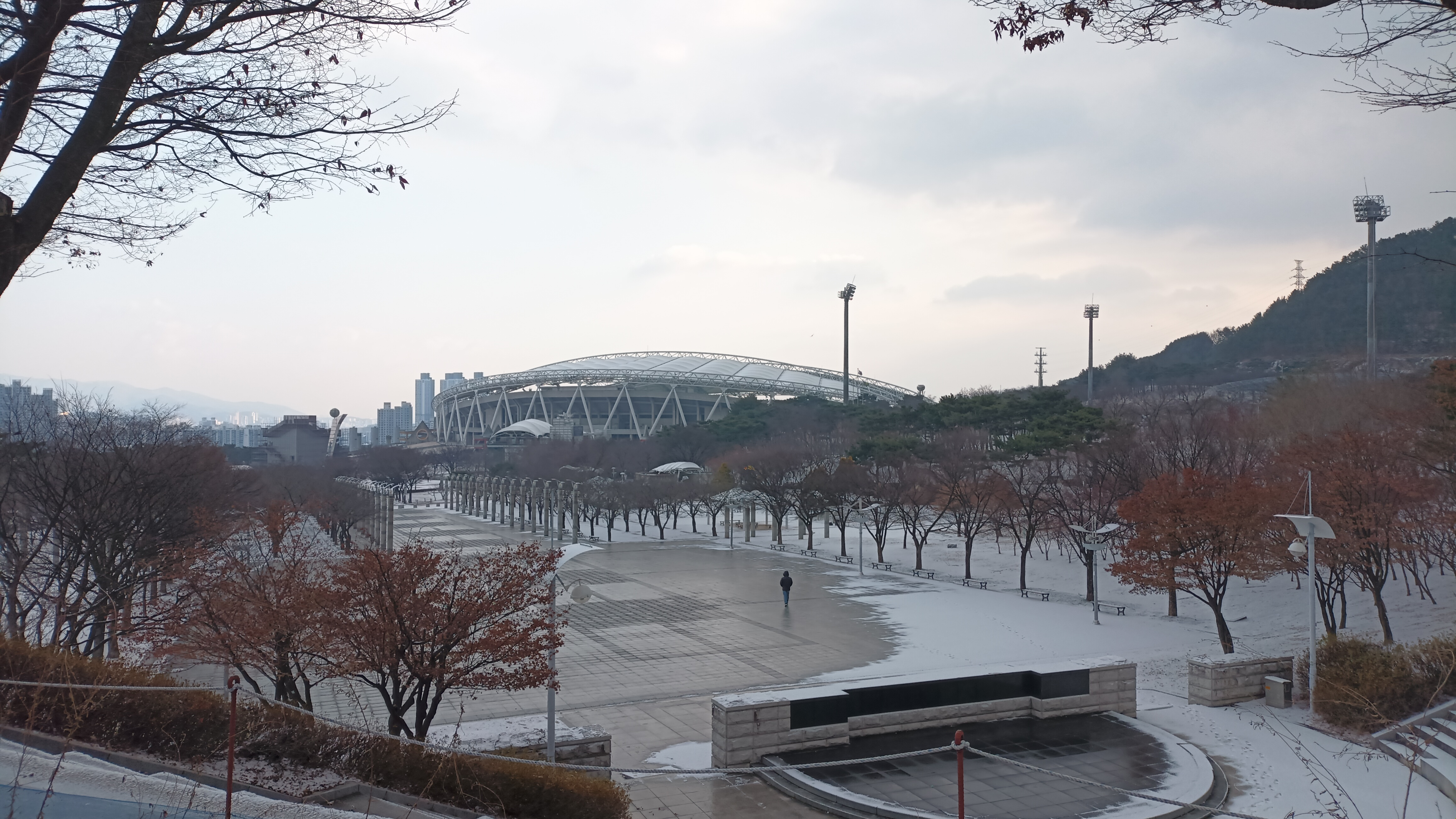
대구스타디움

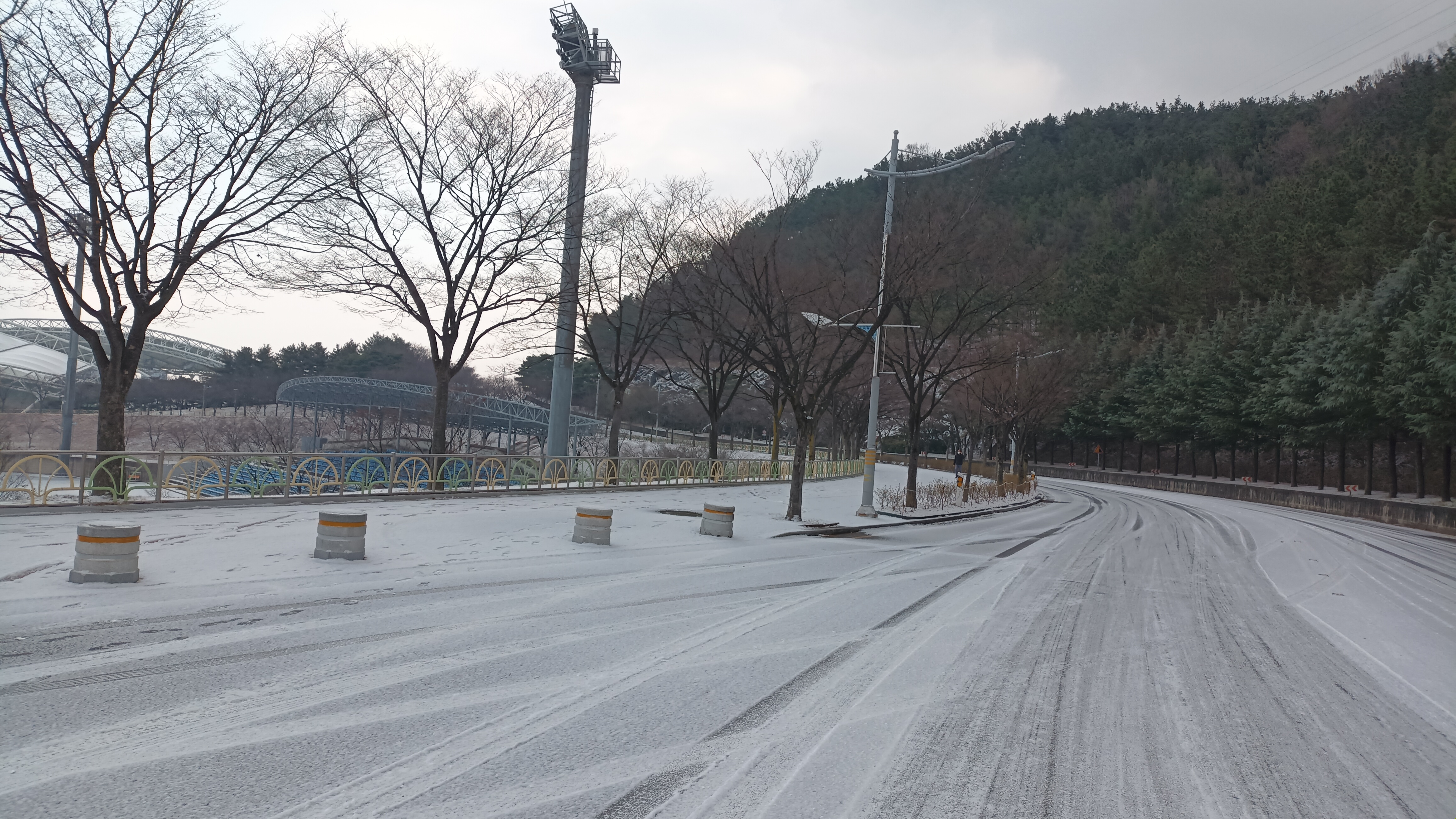
대구스타디움 뒤편 도로

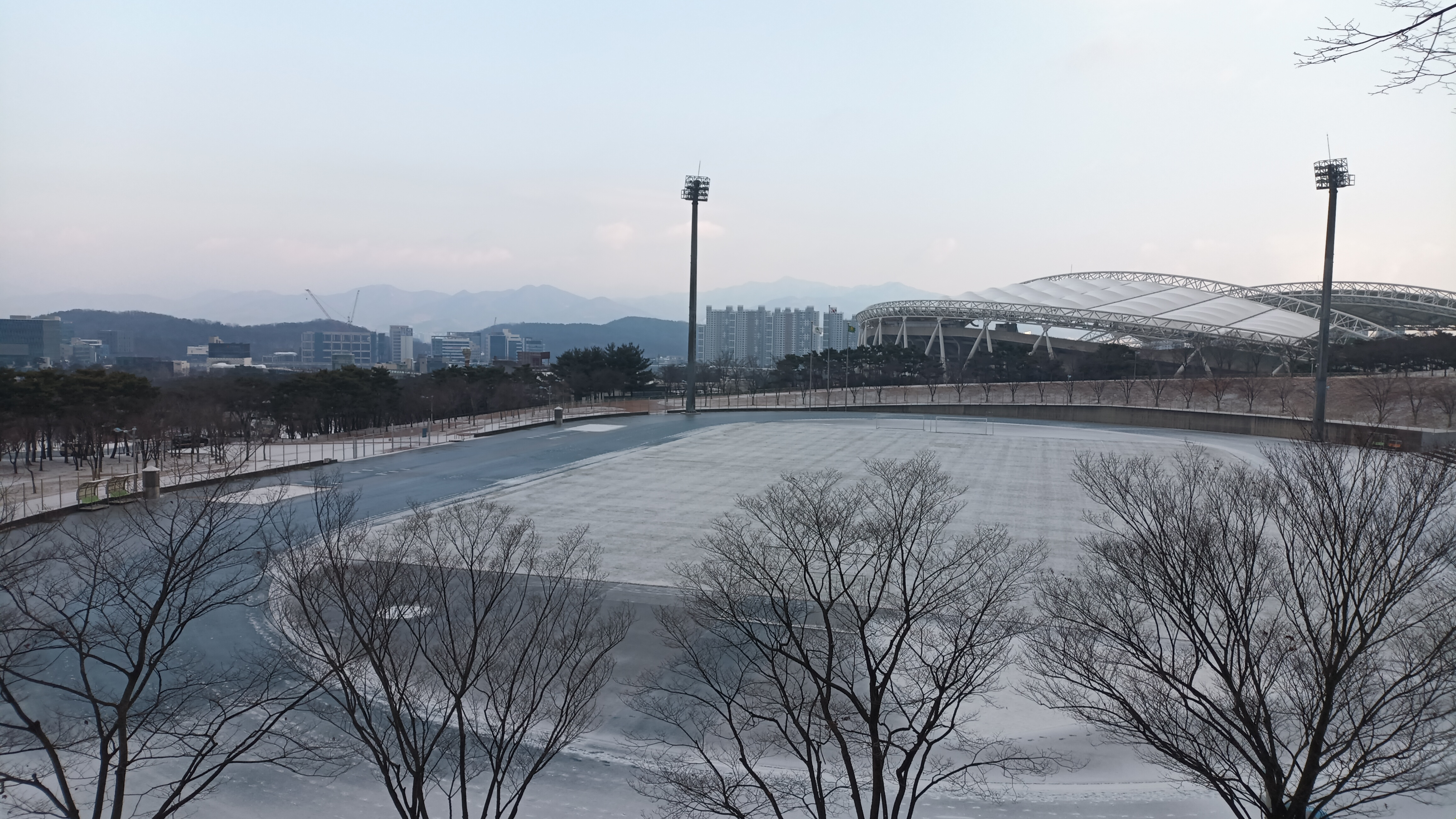
대구스타디움

대구스타디움(大邱스타디움, Daegu Stadium)은 대한민국 대구광역시에 있는 스포츠 시설이다. 수성구 대흥동과 노변동에 걸쳐 있으며 천연잔디 필드와 몬도트랙이 갖춰진 다목적 경기장이다. 축구 팬들에겐 '블루 아크 (Blue Arc)'라는 별칭으로도 잘 알려져 있다. 2011년 세계 육상 선수권 대회가 열리기 직전인 2011년 5월 4일에 IAAF의 국제 공인 Class-1 인증을 받았다. 대구 FC B의 홈 경기장으로 사용되고 있다.

## 역사
2002년 FIFA 월드컵과 2003년 하계 유니버시아드 개최를 목적으로 건설되었다. 1997년 7월 29일에 착공했으며, 2001년 FIFA 컨페더레이션스컵 개최를 앞두고 2001년 5월 30일에 가개장한 후 2001년 6월 28일에 정식 개장했다. 건설 기간과 2001년 6월 28일 개장 당시에는 '대구종합경기장'으로 호칭되었으나, 2002년 3월 20일에 '대구월드컵경기장'으로 명칭을 변경했다. 2008년 3월 5일에 현재의 명칭인 '대구스타디움'으로 바뀌었다.
2001년 FIFA 컨페더레이션스컵을 앞두고 성남 일화(현 성남 FC)와 브라질 산투스 팀과의 경기를 치렀다.
대구스타디움은 2003년부터 2018년까지 K리그 클래식 대구 FC의 홈 경기장으로 이용했다. 대구 FC는 2019년부터 북구 고성동3가 DGB대구은행파크에서 홈 경기를 진행한다. DGB대구은행파크는 대구시민운동장 주경기장을 철거한 후 축구전용구장으로 만들었기 때문에, 대구시민운동장 주경기장의 종합운동장 기능은 대구스타디움으로 이관됐다.
대구스타디움은 종합운동장이기 때문에 대구 국제 육상 경기 대회 등 육상 종목의 각종 대회가 열리는 곳이기도 하다. 2007년 대구광역시에서 세계 육상 선수권 대회의 유치에 성공하여 2011년 대회가 이 경기장에서 열렸으며, 육상대회 개최를 앞두고 몬도트랙이 설치됐다. 2015년 7월 18일에는 《슈퍼콘서트 토요일을 즐겨라》가 열렸다. 2022년 5월과 10월에는 대구 스타디움에서 '벡터 페스티벌'이라는 EDM 페스티벌을 개최했다.

## 기록

### 2001 FIFA 컨페더레이션스컵
| 날짜            | 팀 1           | 스코어 | 팀 2     | 라운드 |
| --------------- | -------------- | ------ | -------- | ------ |
| 2001년 5월 30일 | 프랑스         | 5 - 0  | 대한민국 | A조    |
| 2001년 6월 1일  | 오스트레일리아 | 1 - 0  | 프랑스   | A조    |

### 2002년 FIFA 월드컵
| 날짜            | 팀 1              | 스코어 | 팀 2       | 라운드     |
| --------------- | ----------------- | ------ | ---------- | ---------- |
| 2002년 6월 6일  | 덴마크            | 1 - 1  | 세네갈     | A조 2차전  |
| 2002년 6월 8일  | 남아프리카 공화국 | 1 - 0  | 슬로베니아 | B조 2차전  |
| 2002년 6월 10일 | 대한민국          | 1 - 1  | 미국       | D조 2차전  |
| 2002년 6월 29일 | 대한민국          | 2 - 3  | 튀르키예   | 3위 결정전 |

### 2005년 동아시아 축구 선수권 대회
| 날짜           | 팀 1           | 스코어 | 팀 2                   | 라운드 |
| -------------- | -------------- | ------ | ---------------------- | ------ |
| 2005년 8월 7일 | 중화인민공화국 | 2 - 0  | 조선민주주의인민공화국 | 3차전  |
| 2005년 8월 7일 | 대한민국       | 0 - 1  | 일본                   | 3차전  |

### 2005년 동아시아 여자 축구 선수권 대회
| 날짜           | 팀 1           | 스코어 | 팀 2                   | 라운드 |
| -------------- | -------------- | ------ | ---------------------- | ------ |
| 2005년 8월 6일 | 중화인민공화국 | 0 - 1  | 조선민주주의인민공화국 | 3차전  |
| 2005년 8월 6일 | 대한민국       | 0 - 0  | 일본                   | 3차전  |

### 2007년 피스컵
| 날짜            | 팀 1          | 스코어 | 팀 2          | 라운드 |
| --------------- | ------------- | ------ | ------------- | ------ |
| 2007년 7월 14일 | 볼턴 원더러스 | 2 - 0  | CD 과달라하라 | A조    |

## 교통[10]

### 버스[11]
대구스타디움 앞 403번, 609번, 939번
대구스타디움 건너편 403번, 609번, 939번
월드컵삼거리 100번, 100-1번, 309번, 349번, 399번, 449번, 509번, 649번, 724번, 840번, 849-1번, 909번, 937번, 990번, 991번

### 지하철
2호선 수성알파시티역 5번출구 하차 -> 609번, 939번 탑승 -> 대구스타디움앞 정류장 하차

## 참고 문헌
- 〈대구스타디움〉. 《두피디아》. 두산.
- “대구광역시 체육시설 현황 - 대구스타디움”. 대구광역시청.
- 《전국 공공체육 시설 현황 (2017년말 기준)》. 대한민국 문화체육관광부. 2019.
- 《2019년 전국 공공체육시설 현황 (2018년말 기준)》. 대한민국 문화체육관광부. 2020.
- 《2020년 전국 공공체육시설 현황 (2019년말 기준)》. 대한민국 문화체육관광부. 2021.
- 《2022년 전국 공공체육시설 현황 (2021년말 기준)》. 대한민국 문화체육관광부. 2023.
- 《2023 전국 공공체육시설 현황 (2022년 12월말 기준)》. 대한민국 문화체육관광부. 2024.

## 같이 보기
- 대구스타디움 보조경기장